# Brachystephanus holstii
Brachystephanus holstii är en akantusväxtart som beskrevs av Gustav Lindau. Brachystephanus holstii ingår i släktet Brachystephanus och familjen akantusväxter. Inga underarter finns listade i Catalogue of Life.